# Dubbelkokosnöt
Dubbelkokosnöt, även kallad havsnöt (Lodoicea maldivica) är en art i familjen palmer som förekommer på några öar i Seychellerna öster om Afrika. Arten är ensam i släktet Lodoicea.

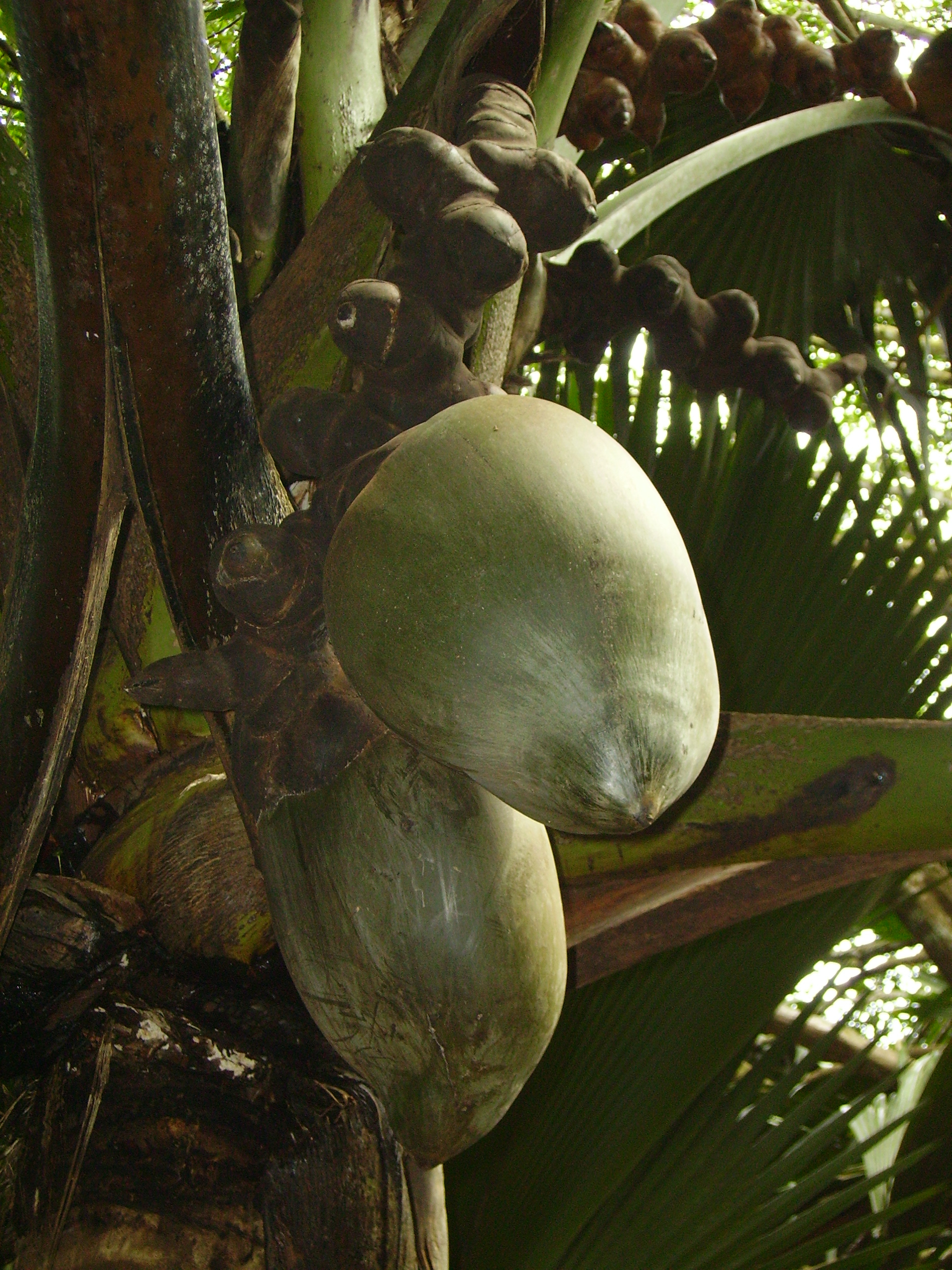
Omogna frukter.

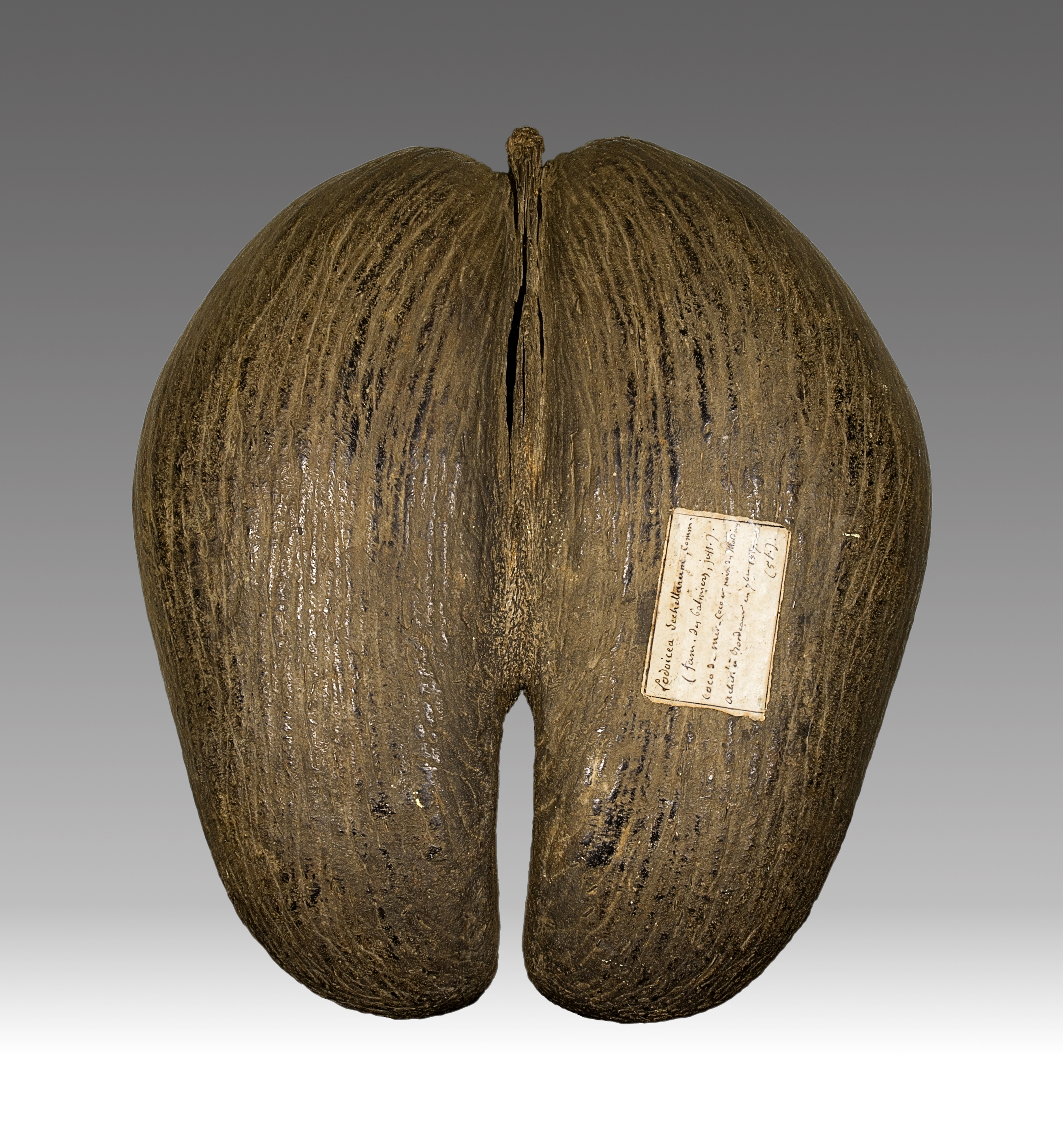
Mogen frukt.

Palmen är 20–30 meter hög, med upp till 0,5 meter långa och 10–25 kilo tunga, olivgröna, till det yttre djupt inskurna frukter, dubbel kokosnöt eller maldivisk nöt, vars tjocka, köttigt-trådiga hölje omsluter endast ett frö. Denna världens största trädfrukt har en närande kärna liksom kokosnöten. Växtens stam används till palissader, tråg med mera. De solfjäderformiga bladen till hustak, flätverk med mera. Genom brittiska regeringen kom Lodoicea att skyddas mot utrotning genom att fridlysas.